# Budfalva község
Budfalva község (románul: Comuna Budești) község Máramaros megyében, Romániában. Központja Budfalva, hozzá tartozik Szerfalva.

## Népessége
A 2011-es népszámlálás adatai alapján a község népessége 3055 fő volt.